# Dresden (Ohio)

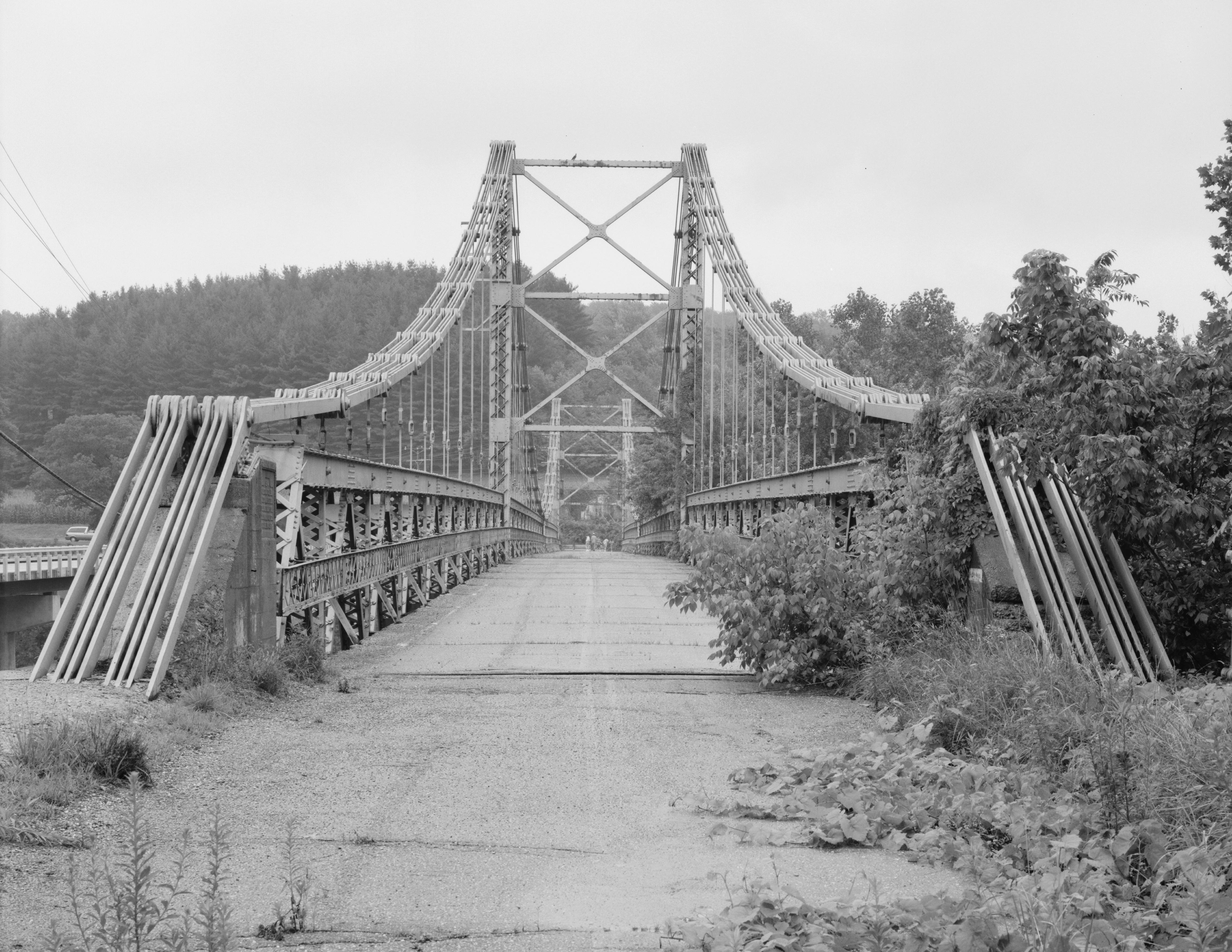
Dresden - zabytkowy most z roku 1914

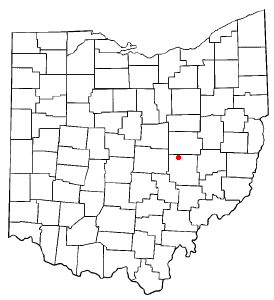
Dresden na planie stanu Ohio

Dresden – wieś w USA, w stanie Ohio, w hrabstwie Muskingum. Aktualnie (2014) burmistrzem wsi jest David A. Mathew. Dresden zostało założone w roku 1817, a oficjalnie ustanowione w roku 1835.
W roku 2010 28,0% mieszkańców miało poniżej 19 lat, 4,8% miało 20 do 24 lat, 24,9% miało 25 do 44 lat, 25,8% miało 45 do 64 lat, a 16,7% osób było w wieku 65 lat lub starszych. Średni wiek mieszkańców wynosił 39 lat. Na każde 100 kobiet przypadało 83,6 mężczyzn. Na każde 100 kobiet powyżej 18 roku życia, było 84,7 mężczyzn.
Liczba mieszkańców w 2010 roku wynosiła 1.529, a w roku 2012 wynosiła 1.519.

## Znani mieszkańcy
- George Willison Adams – przedsiębiorca i polityk.
- Jonathan Cass (1753–1830) – żołnierz wojny o niepodległość i ojciec dyplomaty i polityka – Lewis Cass.
- Adam Bice (ur. 1989) – futbolista amerykański[5].